# Гудмундур Крістьянссон
Гудмундур Крістьянссон (нар. 1 березня 1989, Ісландія) — ісландський футболіст, півзахисник та центральний захисник «Гапнарф'ярдара».

## Клубна кар'єра
Розпочав свою професіональну кар'єру в «Брєйдаблік», де грав до кінця 2011 року, окрім декількох місяців перебування в «Хаукарі». У складі «Брейдабліка» виграв кубок Ісландії 2009 та чемпіонат Ісландії 2010. 25 березня 2012 року його віддали в оренду до норвезького «Старту». За підсумками вище вказаного сезону клуб вийшов до Елітесеріен, а «Брейдаблік» підписав з Гудмундуром повноцінний контракт.
19 жовтня 2017 року «Гапнарф'ярдар» оголосив про підписання контракту з Гудмундуром Крістьянссоном на наступний сезон. Загалом у національній команді провів 5 матчів.

## Кар'єра в збірній
У національній збірній Ісландії дебютував 22 березня 2009 року в товариському матчі проти Фарерських островів. Гудмундур вийшов на поле на 81-й хвилині.

## Клубна кар'єра
| Клуб              | Сезон             | Дивізіон                 | Ліга  | Ліга | Кубок | Кубок | Загалом | Загалом |
| Клуб              | Сезон             | Дивізіон                 | Матчі | Голи | Матчі | Голи  | Матчі   | Голи    |
| ----------------- | ----------------- | ------------------------ | ----- | ---- | ----- | ----- | ------- | ------- |
| 2009              | «Брєйдаблік»      | Урвалсдейлд              | 19    | 5    | 0     | 0     | 19      | 5       |
| 2010              | «Брєйдаблік»      | Урвалсдейлд              | 21    | 5    | 1     | 0     | 22      | 5       |
| 2011              | «Брєйдаблік»      | Урвалсдейлд              | 21    | 6    | 3     | 0     | 24      | 6       |
| 2012              | «Старт»           | Перший дивізіон          | 27    | 7    | 4     | 2     | 31      | 9       |
| 2013              | «Старт»           | Елітесеріен              | 26    | 2    | 5     | 1     | 31      | 3       |
| 2014              | «Старт»           | Елітесеріен              | 29    | 2    | 3     | 0     | 32      | 2       |
| 2015              | «Старт»           | Елітесеріен              | 23    | 1    | 1     | 0     | 24      | 1       |
| 2016              | «Старт»           | Елітесеріен              | 22    | 1    | 3     | 0     | 25      | 1       |
| 2017              | «Старт»           | Перший дивізіон Норвегії | 15    | 0    | 1     | 0     | 16      | 0       |
| Усього за кар'єру | Усього за кар'єру | Усього за кар'єру        | 203   | 29   | 21    | 3     | 224     | 32      |

### У збірній
| Матчі та голи у збірній | Матчі та голи у збірній | Матчі та голи у збірній | Матчі та голи у збірній | Матчі та голи у збірній | Матчі та голи у збірній | Матчі та голи у збірній |
| #                       | Дата                    | Стадіон                 | Суперник                | Рахунок                 | Гол                     | Змагання                |
| 2009                    | 2009                    | 2009                    | 2009                    | 2009                    | 2009                    | 2009                    |
| ----------------------- | ----------------------- | ----------------------- | ----------------------- | ----------------------- | ----------------------- | ----------------------- |
| 1.                      | 22.03.2009              | Коупавогюр, Ісландія    | Фарерські острови       | 1:2                     | 0                       | Товариський матч        |
| 2010                    |                         |                         |                         |                         |                         |                         |
| 2.                      | 21.03.2010              | Коупавогюр, Ісландія    | Фарерські острови       | 2:0                     | 0                       | Товариський матч        |
| 3.                      | 24.03.2010              | Шарлотт, США            | Мексика                 | 0:0                     | 0                       | Товариський матч        |
| 4.                      | 11.08.2010              | Рейк'явік, Ісландія     | Ліхтенштейн             | 1:1                     | 0                       | Товариський матч        |
| 2012                    |                         |                         |                         |                         |                         |                         |
| 5.                      | 24.02.2012              | Осака, Японія           | Японія                  | 1:3                     | 0                       | Товариський матч        |
| 2014                    |                         |                         |                         |                         |                         |                         |
| 6.                      | 21.01.2014              | Абу-Дабі, ОАЕ           | Швеція                  | 0:2                     | 0                       | Товариський матч        |

## Досягнення
- Урвалсдейлд
  -  Чемпіон (1): 2010

- Кубок Ісландії
  -  Володар (1): 2009